# Dieter Spethmann

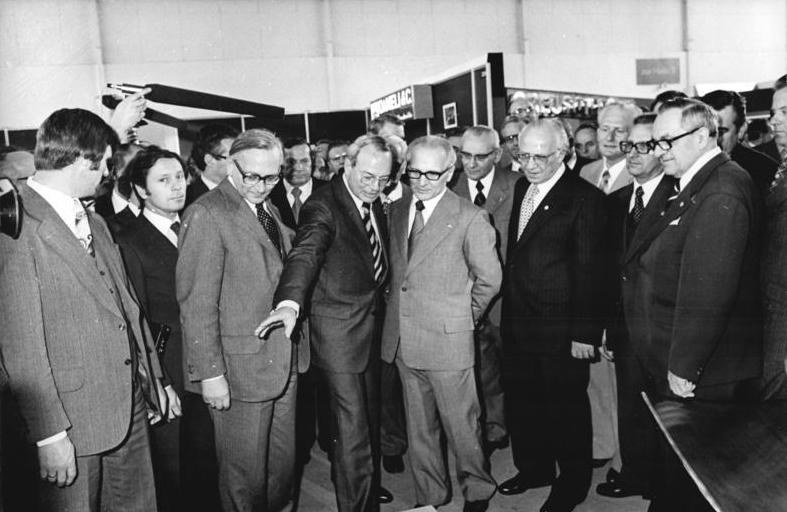
Dieter Spethmann (Mitte) neben Erich Honecker auf der Leipziger Messe 1978

Dieter Spethmann (* 27. März 1926 in Essen; † 1. Februar 2016 in Düsseldorf) war ein deutscher Jurist und Industriemanager. Er war Vorstandschef der Thyssen AG. Spethmann modernisierte Thyssen und entdeckte die Transrapid-Technik in dem ehemaligen Kasseler Traditions-Unternehmen Henschel-Werke, das von Thyssen übernommen wurde.

## Familie
Spethmann war der Sohn des Wirtschaftshistorikers und Historiografen des Ruhrbergbaus Hans Spethmann und dessen Frau Margarethe, geb. Besthorn. Er war verheiratet und Vater von sechs Kindern.

## Ausbildung
Da er in der Volksschule eine Klasse übersprungen hatte, besuchte Spethmann bereits im Alter von neun Jahren das Realgymnasium in Essen-Bredeney. Anfang März 1943 machte er dort sein Abitur. Danach begann Spethmann eine Lehre bei der Friedrich Krupp AG, die durch den Reichsarbeitsdienst und die Einberufung zur Kriegsmarine unterbrochen wurde. Sein letzter Dienstgrad war Fähnrich zur See.
Ab 1948 studierte er Jura und Volkswirtschaftslehre in Kiel, Bonn und Köln. Während seines juristischen Vorbereitungsdienstes am Landgericht Essen arbeitete er parallel als Syndikus bei der Gelsenkirchener Bergwerks-AG. 1952 legte er die Große Juristische Staatsprüfung ab und wurde 1954 in Köln mit der Dissertation Die Rechtsstellung eines Gewerken bei der Verschmelzung seiner Gewerkschaft mit einer Aktiengesellschaft zum Dr. jur. promoviert. 1953 wurde er als Rechtsanwalt zugelassen.

## Beruflicher Werdegang
Nach dem Studium arbeitete Spethmann für kurze Zeit in einer Essener Rechtsanwaltskanzlei. 1952 erhielt er bei der Vereinigten Stahlwerke AG seine erste Festanstellung in der Industrie. Seine Aufgabe war es, die Auslandsschulden seines Arbeitgebers neu zu verhandeln.
Ab 1955 arbeitete er für die August-Thyssen-Hütte AG (ATH), die zwei Jahre vorher aus der Vereinigten Stahlwerke AG hervorgegangen war. Dort war er zunächst Assistent des Generaldirektors Hans-Günther Sohl. 1958 wurde er Leiter der Abteilungen Finanzen und Beteiligungen, vier Jahre später Vorstandsmitglied der zu Thyssen gehörenden Handelsunion AG. Ab 1964 war er Vorstandsvorsitzender der Deutschen Edelstahlwerke AG (DEW), bis er 1970 in den Vorstand der ATH wechselte.
Im April 1973 wurde Spethmann Hans-Günther Sohls Nachfolger als Vorstandsvorsitzender. Er meisterte die durch die erste große Stahlkrise in Deutschland und in Europa entstehenden Herausforderungen. Er diversifizierte, modernisierte und internationalisierte den Thyssen-Konzern. So kaufte er zum Beispiel den US-amerikanischen Automobilzulieferer Budd, was teilweise heftig kritisiert wurde.
Unter seiner Leitung wuchsen bei Thyssen der Umsatz von zehn auf 36 Milliarden DM und die Zahl der Mitarbeiter von 92.000 auf 152.000. 1991 verließ er den Konzern, weil er mit dem Aufsichtsrat keine Einigung über die Nachfolge und die künftige Strategie erreichen konnte.
1974 wurde Spethmann zum Vorsitzenden der Wirtschaftsvereinigung Eisen und Stahlindustrie gewählt und hatte dieses Amt mit kurzer Unterbrechung bis 1984 inne. In diesem Rahmen setzte er sich auf europäischer Ebene für eine gemeinschaftliche Lösung der Stahlkrise ein.

## Transrapid
Spethmann ist nicht im technischen, sondern im volkswirtschaftlichen Sinne der Erfinder des Transrapids. Als er die Technik zufällig bei seinen Technikern im Kasseler Henschel-Werk – Henschel gehörte zu Rheinstahl, an dem wiederum Thyssen seit 1973 eine Mehrheit besaß – entdeckte, war er sofort begeistert. Seitdem setzte er sich für den Bau einer Transrapid-Strecke in Deutschland ein, allerdings erfolglos.

## Weiteres Engagement
In Gastkommentaren im Handelsblatt und der Frankfurter Allgemeinen Zeitung (FAZ) sowie in Briefen an Minister und Entscheidungsträger äußerte Spethmann sich zu Themen wie dem Euro und dem seines Erachtens falschen Zinsniveau in Deutschland.
Seit 1995 war Dieter Spethmann Ehrenvorsitzender des Aufsichtsrats der IKB Deutsche Industriebank. Später war er zudem Mitglied des Beirats im Industrie-Club Düsseldorf.
Gemeinsam mit Franz Ludwig Schenk Graf von Stauffenberg und Joachim Starbatty klagte Dieter Spethmann Ende Januar 2009 vor dem Bundesverfassungsgericht gegen den Vertrag von Lissabon, nachdem Peter Gauweiler (CSU), die Bundestagsfraktion der Linken und Klaus Buchner bereits Klage eingereicht hatten. Außerdem klagte er gegen die neuen Begleitgesetze, die nach dem Lissabon-Urteil überarbeitet werden mussten. Spethmanns Klagen zu diesem Themenbereich blieben jedoch erfolglos.
Im Mai 2010 reichte Spethmann zusammen mit Joachim Starbatty, Wilhelm Hankel, Wilhelm Nölling und Karl Albrecht Schachtschneider vor dem Bundesverfassungsgericht Klage gegen das Währungsunion-Finanzstabilitätsgesetz ein, das die deutsche Beteiligung an den Krediten zur Überwindung der griechischen Finanzkrise regelt. Nach ihrer Meinung verstößt das Gesetz gegen die Nichtbeistandsklausel im AEU-Vertrag und gegen das deutsche Grundgesetz. Die Klage wurde am 7. September 2011 zurückgewiesen.
Im Frühjahr 2013 gehörte Spethmann zu den Hauptzeichnern bei der Gründung der Alternative für Deutschland.

### Mandate
- Benecke-Kaliko AG, Hannover: Aufsichtsratsmitglied
- J.M. Voith AG: Aufsichtsratsmitglied von 1976 bis 1999
- Ruhrgas AG: Aufsichtsratsmitglied von 1979 bis 1996, Vorsitzender des Aufsichtsrates von 1988 bis 1996
- IKB Deutsche Industriebank: Aufsichtsratsmitglied von 1970 bis 1995, Vorsitzender des Aufsichtsrates von 1977 bis 1995
- Münchener Rück: Aufsichtsratsmitglied ab 1977, Vorsitzender des Aufsichtsrates von 1978 bis 1996
- Deutsche BP: Aufsichtsratsmitglied von 1973 bis 1989, Vorsitzender des Aufsichtsrates von 1983 bis 1989
- Ruhrkohle AG: Aufsichtsratsmitglied von 1974 bis 1984, Vorsitzender des Aufsichtsrates von 1979 bis 1983
- Deutsche Hypothekenbank: Aufsichtsratsmitglied von 1971 bis 1981
- Ruhrchemie AG: Aufsichtsratsmitglied von 1972 bis 1976
- Siemens AG: Aufsichtsratsmitglied von 1973 bis 1993
- Gesellschaft für Stromwirtschaft – Vorsitzender Stromausschuss 1973 bis 1980
- Dresdner Bank AG: Aufsichtsratsmitglied von 1981 bis 1993
- RWE AG: Aufsichtsratsmitglied von 1982 bis 1992
- Schweizerischer Bankverein: Council of International Advisors von 1979 bis 1996
- The Budd Company, Detroit: Board of Directors von 1978 bis 1991
- L’Air Liquide, Paris: Comité International von 1987 bis 1994
- Unilever N.V.: Advisory Director von 1970 bis 1996
- Bundesverband der Deutschen Industrie (BDI): Vizepräsident von 1981 bis 1991
- Wirtschaftsvereinigung Stahl: Vorsitzender von 1974 bis 1984
- Chugai Pharmaceutical, Tokyo: U.S. Board of Directors
- Morgan Grenfell Equity Partners, Edinburgh: Member Advisory Committee
- Kelso & Company, New York: Board of Directors
- Pan Holding, Luxemburg: Board of Directors
- Stifterverband für die Deutsche Wissenschaft: Kurator
- Robert-Koch-Stiftung e. V.: Kurator
- Dr. Meyer-Struckmann-Stiftung: Vorstand

## Ehrungen und Auszeichnungen
- 1984: Ritter der Franz. Ehrenlegion
- 1985: Ehrenmitglied Eisenhüttenleute
- Verdienstkreuz Erster Klasse des Verdienstordens der Bundesrepublik Deutschland[6]
- 1986: Großes Verdienstkreuz des Verdienstordens der Bundesrepublik Deutschland[7]
- 1990: Professor durch die Landesregierung Nordrhein-Westfalen
- 1990: Ehrendoktor der RWTH Aachen (Dr.-Ing. E. h.)
- 1995: Ehrenvorsitzender des Aufsichtsrats der IKB
- 2003: Kasseler Bürgerpreis
- Ehrenmitglied des Stahlinstitut VDEh
- Ehrenvorsitz der IHK Dortmund
- Ehrenkurator der Universität Witten/Herdecke

## Veröffentlichungen
- Die Rechtsstellung eines Gewerken bei der Verschmelzung seiner Gewerkschaft mit einer Aktiengesellschaft. Dissertation 1953.
- Unternehmensführung heute und morgen. Westdeutscher Verlag, Köln/Opladen 1967.
- Rahmenbedingungen für den Erfolg von Weiterbildungsmassnahmen im Unternehmen. C.-Rudolf-Poensgen-Stiftung, Düsseldorf 1976.
- Die Situation der europäischen Stahlindustrie. Schweizerische Bankgesellschaft, Zürich 1978.
- Osteuropa blickt nach Westen. Deutsche Weltwirtschaftliche Gesellschaft, Berlin 1992.
- Gemeinsames Geld ist gemeinsames Schicksal. Was wird aus dem Euro? Hohenheim Verlag, Stuttgart/Leipzig 2003, ISBN 3-89850-088-8.
- Der Kampf um den Lissabon-Vertrag. Das Ringen der deutschen Bürgergesellschaft um die europäische Integration. Von Markus C. Kerber, Dieter Spethmann, Joachim Starbatty et al. Lucius & Lucius Verlag, Stuttgart 2010, ISBN 978-3-8282-0500-0.
- Deutschland – die Dritte Industrielle Revolution. August Dreesbach Verlag, München 2010, ISBN 978-3-940061-46-1.
- Gemeinsames Geld ist gemeinsames Schicksal. Fünf Essays. August Dreesbach Verlag, München 2010, 2. überarbeitete Auflage, ISBN 978-3-940061-47-8.
- Der Euro plündert Deutschland. August Dreesbach Verlag, München 2011, ISBN 978-3-940061-64-5.
- Zeitbombe Staatsverschuldung – Keine Euro-Bonds und kein ESM. August Dreesbach Verlag, München 2012, ISBN 978-3-940061-76-8.
- In Namen des Euro arbeitslos. August Dreesbach Verlag, München 2012, ISBN 978-3-940061-96-6.